# Monistrol de Calders
Monistrol de Calders è un comune catalano di 701 abitanti situato nella comunità autonoma della Catalogna. È il comune adottivo di Claudio Santiago Ponsa.